# Juegos Panafricanos de 2023
Los XIII Juegos Panafricanos se realizaron  en Ghana del 8 al 24 de marzo de 2024.
En un primer momento se iban a disputar en 2023, pero fueron pospuestos a 2024.

## Sedes
El nuevo Borteyman Sports Complex localizado en Borteyman, Acra será la sede para los deportes bajo techo.
| Sede                                  | Eventos                        | Capacidad | Estado     |
| ------------------------------------- | ------------------------------ | --------- | ---------- |
| Accra Sports Stadium                  | Fútbol                         | 40,000    | Existe     |
| Borteyman Sports Complex              | Natación                       | 500       | Temporal   |
| Borteyman Sports Complex              | Balonmano Lucha                | 500       | Temporal   |
| Borteyman Sports Complex              | Bádminton Voleibol             | 1,000     | Temporal   |
| Borteyman Sports Complex              | Tenis                          | 1,000     | Temporal   |
| Theodosia Okoh Hockey Stadium         | Hockey sobre hierba            |           | Existe     |
| Achimota Oval                         | Críquet                        |           | Existe     |
| University of Ghana Sports Facilities | Atletismo Rugby 7 Halterofilia |           | Renovación |
| Ga-Mashiae Hall                       | Yudo Karate Taekwondo          |           | Existe     |
| Bukom Boxing Arena                    | Boxeo                          | 4000      | Existe     |

## Deportes
En los Juegos Panafricanos se disputan 23 deportes.
- Ajedrez (detalles)
- Atletismo (detalles)
- Bádminton (detalles)
- Baloncesto 3x3 (detalles)
- Balonmano (detalles)
- Boxeo (detalles)
- Ciclismo (detalles)
- Cricket (detalles)
- Fútbol (detalles)
- Halterofilia (detalles)
- Hockey hierba (detalles)
- Judo (detalles)
- Karate (detalles)
- Lucha (detalles)
- Natación (detalles)
- Pulsear (detalles)
- Rugby 7 (detalles)
- Taekwondo (detalles)
- Tenis (detalles)
- Tenis de mesa (detalles)
- Triatlón (detalles)
- Voleibol (detalles)
- Vóley playa (detalles)

## Países participantes
En los XIII Juegos Panafricanos participan atletas de 53 de los 54 países de África con la excepción de Cabo Verde:
| Lista de naciones participantes (cantidad de deportistas) | Lista de naciones participantes (cantidad de deportistas) |
| --- | --- |
| - Angola (198) - Argelia (88) - Benín (100) - Botsuana (49) - Burkina Faso (98) - Burundi (19) - Camerún (64) - Chad (24) - Comoras (10) - Costa de Marfil (26) - Egipto (233) - Eritrea (34) - Esuatini (8) - Etiopía (140) - Gabón (25) - Gambia (68) - Ghana (320) - Guinea (19) - Guinea Ecuatorial (29) - Guinea-Bisáu (5) - Independientes (3) - Kenia (85) - Lesoto (5) - Liberia (15) - Libia (14) - Madagascar (41) - Malaui (8) | - Mali (53) - Marruecos (68) - Mauricio (74) - Mauritania (7) - Mozambique (22) - Namibia (80) - Níger (8) - Nigeria (352) - República Centroafricana (19) - República del Congo (78) - República Democrática del Congo (91) - Ruanda (32) - Santo Tomé y Príncipe (6) - Senegal (89) - Seychelles (44) - Sierra Leona (41) - Somalia (1) - Sudáfrica (173) - Sudán (6) - Sudán del Sur (21) - Tanzania (74) - Togo (46) - Túnez (106) - Uganda (185) - Yibuti (15) - Zambia (44) - Zimbabue (65) |

## Medallero
| Núm.  | País                            | Oro | Plata | Bronce | Total |
| ----- | ------------------------------- | --- | ----- | ------ | ----- |
| 1     | Egipto                          | 102 | 47    | 42     | 191   |
| 2     | Nigeria                         | 47  | 34    | 40     | 121   |
| 3     | Sudáfrica                       | 32  | 32    | 42     | 106   |
| 4     | Argelia                         | 29  | 38    | 47     | 114   |
| 5     | Túnez                           | 22  | 27    | 39     | 88    |
| 6     | Ghana                           | 19  | 29    | 20     | 68    |
| 7     | Marruecos                       | 9   | 12    | 14     | 35    |
| 8     | Etiopía                         | 9   | 8     | 5      | 22    |
| 9     | Mauricio                        | 9   | 5     | 11     | 25    |
| 10    | Kenia                           | 8   | 8     | 21     | 37    |
| 11    | Eritrea                         | 7   | 2     | 6      | 15    |
| 12    | Senegal                         | 4   | 7     | 18     | 29    |
| 13    | Uganda                          | 4   | 6     | 10     | 20    |
| 14    | Zambia                          | 4   | 5     | 5      | 14    |
| 15    | Madagascar                      | 4   | 4     | 7      | 15    |
| 16    | Níger                           | 4   | 1     | 6      | 11    |
| 17    | Camerún                         | 3   | 13    | 14     | 30    |
| 18    | Zimbabue                        | 3   | 4     | 4      | 11    |
| 19    | Benín                           | 3   | 0     | 0      | 3     |
| 20    | República Democrática del Congo | 2   | 7     | 9      | 18    |
| 21    | Gambia                          | 2   | 0     | 0      | 2     |
| 22    | Libia                           | 1   | 11    | 1      | 13    |
| 23    | Namibia                         | 1   | 4     | 5      | 10    |
| 24    | Burkina Faso                    | 1   | 1     | 7      | 9     |
| 25    | Mali                            | 1   | 1     | 5      | 7     |
| 26    | Angola                          | 1   | 1     | 3      | 5     |
| 27    | Guinea                          | 1   | 1     | 0      | 2     |
| 28    | Independientes                  | 1   | 0     | 2      | 3     |
| 29    | Sudán del Sur                   | 1   | 0     | 0      | 1     |
| 30    | Costa de Marfil                 | 0   | 9     | 9      | 18    |
| 31    | Mozambique                      | 0   | 5     | 1      | 6     |
| 32    | Botsuana                        | 0   | 3     | 10     | 13    |
| 33    | Liberia                         | 0   | 2     | 2      | 4     |
| 34    | República Centroafricana        | 0   | 1     | 3      | 4     |
| 34    | Gabón                           | 0   | 1     | 3      | 4     |
| 34    | Togo                            | 0   | 1     | 3      | 4     |
| 37    | Guinea Ecuatorial               | 0   | 1     | 0      | 1     |
| 37    | Somalia                         | 0   | 1     | 0      | 1     |
| 39    | República del Congo             | 0   | 0     | 5      | 5     |
| 40    | Tanzania                        | 0   | 0     | 3      | 3     |
| 41    | Chad                            | 0   | 0     | 1      | 1     |
| 41    | Yibuti                          | 0   | 0     | 1      | 1     |
| 41    | Guinea-Bisáu                    | 0   | 0     | 1      | 1     |
| 41    | Lesoto                          | 0   | 0     | 1      | 1     |
| 41    | Ruanda                          | 0   | 0     | 1      | 1     |
| Total | Total                           | 333 | 330   | 430    | 1093  |